# Studium irregulare
Als Studium irregulare, auch Freies oder Individuelles Studium, wird ein von Studierenden selbst geplantes Hochschulstudium bezeichnet, das sich aus Fächern von zwei oder mehr regulären Studienrichtungen beziehungsweise Studiengängen zusammensetzt.
Die Hochschulgesetze verschiedener Länder gestatten ein solches Studium und das abschließende Diplom, wenn die Sinnhaftigkeit der Fächerkombination aus dem Antrag des Studierenden ersichtlich ist; wieweit ein beruflicher Bedarf danach besteht, wird aber nicht detailliert nachgeprüft. Irreguläre Studien dienen insbesondere als Möglichkeit, neue interdisziplinäre Ausbildungen zu „erfinden“.

## Allgemeines
In Österreich ist für die Zulassung eines solchen irregulären Studienplans jene Studienkommission zuständig, deren Fächer im Antrag überwiegen; sie kann sich aber auch für unzuständig erklären.
Eine größere Anzahl ähnlich lautender Studienanträge führt manchmal zum entsprechenden Studienversuch oder einer speziellen Vertiefung schon bestehender Studien. So wurden in den 1980er Jahren zahlreiche Anträge für die Landschaftsökologie eingereicht und seitens der Geodäsie (an der TU Wien) und der Universität für Bodenkultur Wien betreut, bis sie ein Regularstudium an der BOKU wurde.
Inzwischen gibt es oft auch die Form des „vorgefertigten“ Studium irregulare, das gegenüber den Normalstudiengängen nur einen etwas höheren bürokratischen Aufwand hat. Diese werden von den Instituten für gewisse sich entwickelnde Fachgebiete angeboten, und setzen sich aus einem Teil verpflichtender, und einem Teil selbst zu wählenden Wahlfächern zusammen. Bei gutem Zulauf und sinnhafter Ausbildung werden diese Lehrpläne dann oft in ein reguläres Studium umgewandelt, womit die Hochschule ihr Angebot der Modernisierung der Wissenschaft anpassen kann, ohne nur auf die Spezialgebiete eines bestellten Vortragenden angewiesen zu sein.

## Individuelles Diplomstudium
In Österreich haben Studenten die Möglichkeit, nicht nur die von den Universitäten angebotenen Studien zu belegen. Sie können auch einen Antrag auf ein sogenanntes Individuelles Diplomstudium stellen. Sie stellt eine komplizierte Sonderform des Studium irregulare dar. Dazu sind jedoch gewisse studienrechtliche Kenntnisse erforderlich, sodass ein solcher Antrag kaum für einen Studienanfänger empfehlenswert ist. Vielmehr ist dieser eine Möglichkeit für den fortgeschrittenen oder Individualisten, seine Studieninhalte mit seinen Interessen oder Berufszielen in Einklang zu bringen.

### Antrag
Wer ein Individuelles Diplomstudium beginnen möchte, stellt bei der zuständigen Verwaltungsstelle seiner Universität einen Antrag. Dieser muss eine Begründung enthalten, warum Bedarf für das angestrebte individuelle Studium besteht, und warum sich dessen Inhalte nicht im Rahmen der vorhandenen Studien umsetzen lassen. Die Begründung muss weder besonders ausführlich noch ausgefeilt, sollte aber nachvollziehbar sein.
Der Antrag muss weiters einen vollständigen Studienplan, Angaben zur Studiendauer und zum zu erreichenden akademischen Grad enthalten. Da zur korrekten Gestaltung eines Studienplans gewisse studienrechtliche Kenntnisse nötig sind, empfiehlt sich vor Einreichung des Antrags eine ausführliche Beratung, z. B. bei Studentenberatungseinrichtungen der Universität oder der Österreichischen Hochschülerschaft (ÖH).
Nach Einreichen des Antrags müssen alle Studienkommissionen der inhaltlich berührten Studienrichtungen den Studienplan genehmigen. Manche Studienkommissionen treten nur einmal im Semester zusammen, was bei der zeitlichen Planung berücksichtigt werden sollte. Eventuell geforderte Änderungen wird man als Student i. d. R. hinnehmen, um Komplikationen zu vermeiden. Bei der Gestaltung des Studienplans sollte daher bereits darauf geachtet werden, dass möglichst wenige Studienrichtungen bemüht werden müssen. Weiters sollten typische Anforderungen an ein „reguläres“ Studium der betreffenden Studienrichtungen auch im eigenen Studienplan erfüllt werden. So empfiehlt es sich z. B. bei einem sprachwissenschaftlichen Studienplan, das von der Studienkommission Germanistik genehmigt werden soll, auch die für Germanistik-Studenten vorgeschriebenen literaturwissenschaftlichen Einführungsproseminare zu berücksichtigen, selbst wenn diese inhaltlich für das Individuelle Diplomstudium belanglos sind.
Am Anfang des Studiums wählt der Student ein Institut aus, an dem er seine Diplomarbeit schreiben wird, da er an diesem Institut alle im Lauf eines Studiums anfallenden administrativen Dinge zu erledigen hat.
Wenn alle Unstimmigkeiten ausgeräumt sind, erhält man einen Genehmigungsbescheid, gegen dessen Vorlage man das Individuelle Diplomstudium ab dem nächsten Semester inskribieren kann.

### Möglichkeiten und Unmöglichkeiten
Praktische Bedeutung hat das Individuelle Diplomstudium einerseits für Studenten, die sich nicht in der Lage sehen, eines der „regulären“ Studien (fertig) zu studieren, andererseits aber auch zur Ermöglichung von Studien mit dermaßen geringem Andrang, dass diese nicht (mehr) regulär angeboten werden können (z. B. Numismatik oder Frauenforschung).
Da kein Universitätsinstitut ein Individuelles Diplomstudium mittragen muss, muss man seinen Studienplan so gestalten, dass man auf ein ausreichendes Reservoir an Kursen zurückgreifen kann. Dabei ist nicht nur zu beachten, dass Kurse des benötigten Inhalts angeboten werden, sondern auch, dass man als „Außenseiter“ eine reale Chance hat, in diese aufgenommen zu werden. Durch das Zusammenspiel von schrumpfenden Ressourcen und wachsender Bürokratie an den Universitäten legt man sich sonst einen unüberwindbaren Stolperstein.